# Morihei Ueshiba
Morihei Ueshiba (植芝
盛平, Tanabe, Japó, 14 de desembre de 1883 - 26 d'abril de 1969), també conegut com a O Sensei (翁先生) pels aikidoka, va ser el fundador de l'aikido i del Masakatsu Bo Jutsu. Fou cuidat fins a la mort per Morihiro Saito.

## Alumnes més coneguts
Entre els alumnes més coneguts podem citar Tadashi Abe, Hikitsuchi Michio, Morihiro Saito, Nobuyoshi Tamura i Gozo Shioda.